# Ute (nombre)
Ute es un nombre femenino de origen alto alemán antiguo, significa "herencia", "posesión".
También existe en las variantes Uta y Oda.
Su forma masculina más frecuente es Otto.

## Personas famosas
- Ute Bock (1942–2018), educadora austríaca.
- Ute Boy (1938-2014), actriz y locutora alemana.
- Ute Brückner (1959 -), exnadadora alemana.
- Ute Burmeister (1971 -), exyudoca alemana.
- Ute Christensen (1955 -), actriz alemana.
- Ute Drögekamp, exyudoca alemana.
- Ute Enzenauer (1965 -), exciclista alemana.
- Ute Frevert (1954 -), historiadora alemana.
- Ute Geweniger (1964 -), exnadadora alemana.
- Ute Güster (1957 -), extaekwondista alemana.
- Ute Hasse (1963 -), exnadadora alemana.
- Ute Hommola (1952 -), exatleta alemana.
- Ute Höpfner (1979 - ), exregatista alemana.
- Ute Lemper (1963 -), cantante y actriz alemana.
- Ute Mückel (1967 -), extriatleta alemana.
- Ute Müller-Doblies (1938 -), botánica sistemática alemana.
- Ute Oberhoffner (1961 -), expiloto de luge alemana.
- Ute Pleßmann, expiragüista alemana.
- Ute Schäfer (1967 -), extriatleta alemana.
- Ute Schäper (1967 -), exesgrimidora alemana.
- Ute Starke (1939 -), exgimnasta artística alemana.
- Ute Thimm (1958 -), exatleta alemana.
- Ute Vinzing (1936 -), soprano dramática alemana.
- Ute Wessel (1953 -), exesgrimidora alemana.